# Богдан Љубојевић
Богдан Љубојевић (Сјеништа, 1889—1929) био је земљорадник, учесник Балканских ратова и Првог светског рата и носилац Карађорђеве звезде са мачевима.
Рођен је 1889. године у Сјеништима, селу тадашње Општина Чајетина, драгличке месне заједнице. До служења војног рока и одласка у рат, бавио се земљорадњом на имању оца Илије и мајке Лепосаве. У саставу 4. чете 3. батаљона V пешадијског пука, отишао је у рат и учествовао у свим борбама Дринске дивизије. Као резервни каплар посебно се истакао у борбама на Кајмакчалану, на положајима Кочобеј и Флока. За исказано јунаштво одликован је и француским Ратним крстом са златном звездом.
После рата вратио се на очево имање, где је наставио да живи са супругом Милицом, све до смрти 1929. године.